# Persone di nome Andrés
| Questa pagina contiene informazioni ricavate automaticamente dalle voci biografiche con l'ausilio del template Bio e di un bot. L'aggiornamento è periodico e automatico e ricostruisce completamente la pagina. Se manca una persona in questa lista, sei pregato di non aggiungerla, ma accertati piuttosto che la sua voce biografica contenga il template Bio e che i dati anagrafici siano correttamente compilati. Se il template Bio manca, inseriscilo tu stesso o, in alternativa, metti l'avviso {{tmp\|Bio}} che ne segnala la mancanza. Se i dati riportati sono sbagliati, correggi direttamente la voce biografica; le modifiche saranno visibili in questa lista entro pochi giorni. Per chiarimenti vedi il progetto antroponimi. La lista contiene solo le 197 persone che sono citate nell'enciclopedia e per le quali è stato implementato correttamente il template Bio. Pagina aggiornata al 16 ott 2024. |

Questa è una lista di persone presenti nell'enciclopedia che hanno il prenome Andrés, suddivise per attività principale.

## Allenatori di calcio(5)
- Andrés Garrone, allenatore di calcio e ex calciatore argentino (Leones, n. 1976)
- Andrés Guglielminpietro, allenatore di calcio e ex calciatore argentino (San Nicolás, n. 1974)
- Andrés Madrid, allenatore di calcio e ex calciatore argentino (Mar del Plata, n. 1981)
- Andrés Palop, allenatore di calcio e ex calciatore spagnolo (Valencia, n. 1973)
- Andrés Yllana, allenatore di calcio e ex calciatore argentino (Rawson, n. 1974)

## Allenatori di pallacanestro(1)
- Andrés Contreras, allenatore di pallacanestro e ex cestista messicano (Città del Messico, n. 1965)

## Allenatori di pallanuoto(1)
- Andrés Zólyomy, allenatore di pallanuoto ungherese (Budapest, n. 1913 - Tossa de Mar, † 1992)

## Arbitri di calcio(2)
- Andrés Cunha, arbitro di calcio uruguaiano (Montevideo, n. 1976)
- Andrés Matonte, arbitro di calcio uruguaiano (Montevideo, n. 1988)

## Architetti(2)
- Andrés Duany, architetto e urbanista statunitense (New York City, n. 1949)
- Andrés de Vandelvira, architetto e ingegnere spagnolo (Alcaraz, n. 1509 - Jaén, † 1575)

## Arcivescovi cattolici(2)
- Andrés Gabriel Ferrada Moreira, arcivescovo cattolico cileno (Santiago del Cile, n. 1969)
- Andrés Stanovnik, arcivescovo cattolico argentino (Buenos Aires, n. 1949)

## Artisti(1)
- Andrés Neumann, artista uruguaiano (Cochabamba, n. 1943)

## Attori(4)
- Andrés García, attore messicano (Santo Domingo, n. 1941 - Acapulco, † 2023)
- Andy García, attore, regista e produttore cinematografico cubano (L'Avana, n. 1956)
- Andrés Gil, attore, personaggio televisivo e modello argentino (San Isidro, n. 1990)
- Andrés Mercado, attore e modello colombiano (Barranquilla, n. 1989)

## Avvocati(1)
- Andrés Ojeda, avvocato e politico uruguaiano (Montevideo, n. 1984)

## Botanici(1)
- Andrés Barbero, botanico, medico e scienziato paraguaiano (Asunción, n. 1877 - Buenos Aires, † 1951)

## Cantautori(1)
- Andrés Calamaro, cantautore argentino (Buenos Aires, n. 1961)

## Cestisti(15)
- Andrés Feliz, cestista dominicano (Santo Domingo, n. 1997)
- Andrés Forray, cestista argentino (Buenos Aires, n. 1986)
- Andrés Gómez Domínguez, cestista messicano (Guadalajara, n. 1913 - Città del Messico, † 1991)
- Andrés Guibert, ex cestista cubano (L'Avana, n. 1968)
- Andrés Ibargüen Andrews, cestista colombiano (Santa Marta, n. 1996)
- Andrés Jiménez, ex cestista spagnolo (Carmona, n. 1962)
- Andrés Miso, ex cestista spagnolo (Madrid, n. 1983)
- Andrés Nocioni, ex cestista argentino (Santa Fe, n. 1979)
- Andrés Oller, cestista spagnolo (Sant Adrià de Besòs, n. 1929 - Barcellona, † 1995)
- Andrés Pelussi, ex cestista argentino (Suardi, n. 1977)
- Andrés Rico, cestista spagnolo (Madrid, n. 1997)
- Andrés Rodríguez Fernández, ex cestista portoricano (San Juan, n. 1981)
- Andrés Sandoval, ex cestista statunitense (Milford, n. 1983)
- Andrés Soriano, ex cestista spagnolo (Madrid, n. 1955)
- Andy dela Cruz, cestista filippino (Pasay, n. 1923 - Makati, † 1993)

## Chimici(1)
- Andrés Martínez Trueba, chimico e politico uruguaiano (Montevideo, n. 1884 - Montevideo, † 1959)

## Chitarristi(1)
- Andrés Segovia, chitarrista spagnolo (Linares, n. 1893 - Madrid, † 1987)

## Ciclisti su strada(3)
- Andrés Camilo Ardila, ciclista su strada colombiano (Mariquita, n. 1999)
- Andrés Gandarias, ciclista su strada e dirigente sportivo spagnolo (Ibarruri, n. 1943 - Durango, † 2018)
- Andrés Oliva, ciclista su strada spagnolo (Ocaña, n. 1948 - Ocaña, † 2023)

## Compositori(1)
- Andrés Gaos, compositore e violinista spagnolo (La Coruña, n. 1874 - Mar del Plata, † 1959)

## Direttori d'orchestra(1)
- Andrés Orozco-Estrada, direttore d'orchestra e violinista colombiano (Medellín, n. 1977)

## Esploratori(1)
- Andrés de Urdaneta, esploratore e navigatore spagnolo (Ordizia, n. 1498 - Città del Messico, † 1568)

## Gesuiti(1)
- Andrés Marcos Burriel y López, gesuita, storico e scrittore spagnolo (Buenache de Alarcón, n. 1719 - Cuenca, † 1762)

## Giocatori di calcio a 5(5)
- Andrés Alcántara, giocatore di calcio a 5 spagnolo (Cordova, n. 1991)
- Andrés D'Alessandro, ex giocatore di calcio a 5 uruguaiano (n. 1978)
- Andrés Geraghty, giocatore di calcio a 5 argentino (Buenos Aires, n. 1998)
- Andrés Santos, giocatore di calcio a 5 argentino (Quilmes, n. 1988)
- Andrés Terán, giocatore di calcio a 5 venezuelano (Carvajal, n. 1998)

## Giocatori di polo(1)
- Andrés Gazzotti, giocatore di polo argentino (Chacabuco, n. 1896 - † 1984)

## Giornalisti(1)
- Andrés Montes, giornalista spagnolo (Madrid, n. 1955 - Madrid, † 2009)

## Linguisti(1)
- Andrés de Olmos, linguista e missionario spagnolo (Oña - Tampico, † 1571)

## Lottatori(1)
- Andrés Montaño, lottatore ecuadoriano (Esmeraldas, n. 1990)

## Maratoneti(1)
- Andrés Espinosa, ex maratoneta messicano (Monclova, n. 1963)

## Militari(4)
- Andrés Guazurary, militare e politico argentino (n. 1778 - † 1821)
- Andrés Latorre, militare uruguaiano (Montevideo, n. 1781 - Durazno, † 1860)
- Andrés Hurtado de Mendoza, militare spagnolo (Cañete - Lima, † 1561)
- Andrés Ignacio Menéndez, militare e politico salvadoregno (Santa Ana, n. 1879 - New York, † 1962)

## Nobili(1)
- Andrés de Cabrera, nobile, politico e militare spagnolo (Cuenca, n. 1430 - Chinchón, † 1511)

## Pallavolisti(1)
- Andrés Talavera, pallavolista portoricano (Bayamón)

## Patriarchi cattolici(1)
- Andrés de Oviedo, patriarca cattolico e gesuita spagnolo (Illescas, n. 1518 - Fremona, † 1577)

## Piloti motociclistici(1)
- Andrés Sánchez Marín, pilota motociclistico spagnolo (Almansa, n. 1961)

## Poeti(1)
- Andrés Bello, poeta, filosofo e educatore venezuelano (Caracas, n. 1781 - Santiago del Cile, † 1865)

## Politici(10)
- Andrés Arauz, politico e economista ecuadoriano (Quito, n. 1985)
- Andrés Avelino Cáceres, politico e generale peruviano (Ayacucho, n. 1836 - Lima, † 1923)
- Andrés Héctor Carvallo, politico paraguaiano (Asunción, n. 1862 - Asunción, † 1934)
- Andrés Manuel López Obrador, politico e scrittore messicano (Tepetitán, n. 1953)
- Andrés Narvarte, politico venezuelano (La Guaira, n. 1781 - Caracas, † 1853)
- Andrés Pastrana Arango, politico colombiano (Bogotà, n. 1954)
- Andrés Pico, politico e militare messicano (San Diego, n. 1810 - Los Angeles, † 1876)
- Andrés Quintana Roo, politico messicano (Mérida, n. 1787 - Città del Messico, † 1851)
- Andrés Rodríguez Pedotti, politico e generale paraguaiano (San Salvador, n. 1923 - New York, † 1997)
- Andrés de Santa Cruz, politico peruviano (La Paz, n. 1792 - Versailles, † 1865)

## Pugili(2)
- Andrés Aldama, ex pugile cubano (Matanzas, n. 1956)
- Andy Ruiz Jr., pugile statunitense (Imperial, n. 1989)

## Registi(3)
- Andrés Baiz, regista colombiano (Cali, n. 1975)
- Andy Muschietti, regista cinematografico e sceneggiatore argentino (Vicente López, n. 1973)
- Andrés Wood, regista cileno (Santiago del Cile, n. 1965)

## Religiosi(3)
- Andrés Bernáldez, religioso e storico spagnolo (Fuentes de León, n. 1450 - Los Palacios y Villafranca, † 1513)
- Andrés Hibernón, religioso spagnolo (Murcia, n. 1534 - Gandia, † 1602)
- Andrés de Orbe y Larreátegui, religioso e arcivescovo cattolico spagnolo (Ermua, n. 1672 - Madrid, † 1740)

## Rivoluzionari(1)
- Andrés Bonifacio, rivoluzionario filippino (Tondo, n. 1863 - Maragondon, † 1897)

## Sceneggiatori(1)
- Andrés Duprat, sceneggiatore e direttore artistico argentino (La Plata, n. 1964)

## Schermidori(1)
- Andrés Carrillo, schermidore cubano (n. 1980)

## Scienziati(1)
- Andrés Manuel del Río, scienziato, chimico e geologo messicano (Madrid, n. 1764 - Città del Messico, † 1849)

## Scrittori(6)
- Andrés Barba, scrittore spagnolo (Madrid, n. 1975)
- Andrés Caicedo, scrittore, drammaturgo e sceneggiatore colombiano (Cali, n. 1951 - Cali, † 1977)
- Andrés Henestrosa, scrittore, storico e politico messicano (Ixhuátan, n. 1906 - Città del Messico, † 2008)
- Andrés Neuman, scrittore, poeta e traduttore argentino (Buenos Aires, n. 1977)
- Andrés Piquer, scrittore, filosofo e logico spagnolo (Fórnoles, n. 1711 - Madrid, † 1772)
- Andrés Trapiello, scrittore spagnolo (Manzaneda de Torío, n. 1953)

## Tennisti(3)
- Andrés Gimeno, tennista spagnolo (Barcellona, n. 1937 - Barcellona, † 2019)
- Andrés Gómez Santos, ex tennista ecuadoriano (Guayaquil, n. 1960)
- Andrés Molteni, tennista argentino (Buenos Aires, n. 1988)

## Teologi(2)
- Andrés Torres Queiruga, teologo spagnolo (Aguiño, n. 1940)
- Andrés de Vega, teologo spagnolo (Segovia, n. 1498 - Salamanca, † 1549)

## Tuffatori(2)
- Orlando Duque, tuffatore colombiano (Cali, n. 1974)
- Andrés Villarreal, tuffatore messicano (n. 1996)

## Umanisti(1)
- Andrés Laguna, umanista e farmacologo spagnolo (Segovia, n. 1499 - Guadalajara, † 1559)

## Velocisti(1)
- Andrés Simón, ex velocista cubano (Guantánamo, n. 1961)

## Vescovi cattolici(1)
- Domingo Pérez Cáceres, vescovo cattolico spagnolo (Güímar, n. 1892 - San Cristóbal de La Laguna, † 1961)